# Фицджеральд-Браун, Бенита
Бенита Фицджеральд-Браун (в замужестве Мосли; англ. Benita Fitzgerald-Brown (Mosley); род. 6 июля 1961, Уоррентон, Виргиния) — американская легкоатлетка (барьерный бег), чемпионка Панамериканских игр, чемпионка летних Олимпийских игр 1984 года в Лос-Анджелесе.

## Биография
Фицджеральд-Браун училась в Университете Теннесси. Она прошла отборочные соревнования на летние Олимпийские игры 1980 года в Москве, но команда США не участвовала в них из-за бойкота этих Игр Соединёнными Штатами.
Браун в 1981 году победила на соревнованиях «AIAW Meet», а в 1982—1983 годах становилась чемпионкой Национальной ассоциации студенческого спорта (NCAA) в беге на 100 метров с барьерами. В 1983 и 1986 годах Браун стала чемпионкой США в беге на 100 метров с препятствиями.
На Олимпиаде в Лос-Анджелесе Браун выиграла золотую медаль в беге на 100 метров с барьерами с результатом 12,84 с. Серебро выиграла британка Ширли Стронг (12,88 с), двух бронзовых медалей были удостоены француженка Мишель Шардоне и американка Ким Тёрнер, пробежавшие дистанцию за одинаковое время — 13,06 с.
Браун получила диплом инженера-технолога. В 1996 году на церемонии открытия летней Олимпиады в Атланте, она была одним из восьми олимпийцев США, несших олимпийский флаг на стадион. Она является членом Зала славы средней школы Вирджинии, Зала спортивной славы Вирджинии и Зала славы женщин-добровольцев Университета Теннесси.